# Втрати силових структур внаслідок російського вторгнення в Україну (липень — грудень 2020)
У статті наведено список втрат українських військовослужбовців у російсько-українській війні з липня по грудень 2020 року.

## Список загиблих з 1 липня до 31 грудня 2020 року
| №        | Світлина Емблема | Прізвище, ім'я, по-батькові                 | Про особу | Дата смерті                  | Обставини смерті |
| -------- | ---------------- | ------------------------------------------- | --- | ---------------------------- | --- |
| Липень   |                  |                                             | |                              | |
| 4356     |                  | Савун Артем Леонідович                      | 27 листопада 2000, Миколаїв. З 2005 мешкав с. Єфремівка (Новобузький район). Солдат, стрілець-зенітник зенітної ракетно-артилерійської батареї 57 ОМПБр. З багатодітної родини. У 2005 сім'я переїхала до села. Закінчив Андріївське ПТУ за фахом механізатора. 22.01.2020 вступив на військову службу за контрактом. Проходив військову підготовку на полігоні в Широкому Лані та навчання в НЦ «Десна». У квітні 2020 в складі 57-ї бригади вирушив у зону бойових дій. Залишились мати та троє братів. | 5 липня 2020 орієнтовно      | Загинув в зоні ООС (дата, місце й обставини не уточнені). Похований в с. Єфремівка. |
| 4357     |                  | Крашаниця Олег Борисович («Терміт»)         | 19 листопада 1967, 52 роки, Павлоград Дніпропетровська область. Мешканець м. Біла Церква Київська область. Підполковник, офіцер з інженерного забезпечення ОЗСП «Азов» НГУ, інструктор з інженерно-саперної справи. В полку «Азов» — з початку 2015. Брав участь у бойових виїздах, розміновував «сіру зону». | 6 липня 2020                 | Раптово помер вранці від серцевого нападу на базі підрозділу в с. Юр'ївка (Мангушський район) біля Маріуполя. Похований на Алеї Слави кладовища «Сухий Яр» у Білій Церкві. |
| 4358     |                  | Шило Олег Олегович                          | 5 квітня 1991, Київ (Святошинський район міста). Солдат, стрілець-помічник гранатометника 30 ОМБр. Здобув середню спеціальну освіту. У 2009—2010 проходив строкову службу в 138-й радіотехнічній бригаді у Василькові. З 26.12.2019 проходив службу за контрактом в 30 ОМБр, з 15.03.2020 виконував завдання в зоні ООС. Залишились мати, сестра та вітчим. | 8 липня 2020                 | Загинув від кульового поранення під час обстрілу зі стрілецької зброї та великокаліберних кулеметів в районі м. Попасна (ймовірно, поблизу с. Новозванівка Попаснянського району), — помер від поранень у лікарні. Похований на Алеї героїв на Берковецькому кладовищі Києва. |
| 4359     |                  | Матвіїв Тарас Тарасович                     | 18 лютого 1989, Волинська область. З дитинства мешкав у м. Жидачів Львівська область. Лейтенант (посмертно), командир взводу 24 ОМБр. У 2011 закінчив факультет журналістики ЛНУ ім. Івана Франка, був кореспондентом ТРК «Ера» (2011—2012) та телеканалу TVi (2012—2013), блогером у низці видань, зокрема, «Дивись. Інфо», LB.ua, «Львівська мануфактура новин». Активний учасник Революції Гідності (3-тя сотня Самооборони Майдану), був співкоординатором «Пошукової ініціативи» (організації, що розшукувала зниклих людей під час Революції Гідності), членом ГО «Українська галицька асамблея», засновником ГО «Народний легіон». У 2015 — доброволець Окремої добровольчої чоти «Карпатська Січ», воював у Пісках. З 2015 депутат Жидачівської райради VII скликання, від Української Галицької партії. Був організатором військово-патріотичних вишколів «Лицар Удеча» та Удеч-фесту «Івана Купала». У вересні 2018 вступив на курси лідерства НАСВ ім. Петра Сагайдачного, отримав звання молодшого лейтенанта, в грудні 2019 направлений для подальшого проходження служби до 24 ОМБр. Виконував завдання на ВОП «Сармат». Залишились батьки. Герой України (посмертно). | 10 липня 2020                | Загинув внаслідок мінометного обстрілу позицій поблизу с. Троїцьке (Попаснянський район) близько 20:00, — витягнув двох бійців з бліндажу, що загорівся від розриву міни, але сам дістав смертельні поранення від уламків другої міни, помер під час евакуації. Після прощання у Києві на Майдані Незалежності та у Львові, похований в Жидачеві. |
| 4360     |                  | Чумаченко Євген Олександрович               | 26 березня 1988, Ізмаїл Одеська область. З дитинства мешкав у м. Арциз. Солдат, військовослужбовець 79 ОДШБр. Призваний на військову службу 15.09.2018 Арцизьким РВК. Залишилася дружина та двоє дітей. | 13 липня 2020                | Загинув внаслідок обстрілу з гранатометів та стрілецької зброї поблизу с. Славне (Мар'їнський район). Похований у м. Арциз. |
| 4361     |                  | Красногрудь Дмитро Анатолійович («Мир»)     | 18 жовтня 1978, Харків. Мешкав у м. Лиман Донецька область. Лейтенант, командир розвідвзводу 137 ОБМП 35 ОБрМП. Під час строкової служби виконував миротворчу місію у Сьєрра-Леоне. З 2015 проходив службу в 93 ОМБр на посаді командира розвідки 20 ОМПБ. Був фахівцем із саперної справи. Брав участь у визволенні Мар'їнки, Авдіївки, обороняв Піски, Трьохізбенку, Чермалик, воював в Авдіївській промзоні. Брав участь в операції по захопленню у полон російського військовослужбовця Віктора Агєєва поблизу с. Жолобок (Попаснянський район) у червні 2017. З 2019 проходив службу в морській піхоті. Залишилися батьки, дружина та двоє синів. На фоні міжнародної реакції на вбивство військового медика російськими найманцями російська пропаганда (канал «Россия 1», «РИА Новости» та інші центральні ЗМІ) розповсюдили брехню, що загиблий внаслідок підриву на міні український офіцер є американським найманцем-диверсантом з Техасу. | 13 липня 2020                | Під час виконання бойового завдання з обстеження підходів до позицій батальйону у «сірій» зоні поблизу смт Зайцеве, на Горлівському напрямку, внаслідок підриву на міні дістав чисельні уламкові поранення, від яких загинув на місці. Для евакуації тіла загиблого офіцера було домовлено про режим «Тиша» (припинення вогню з 14:00 до 18:00), на місце направлено евакуаційну групу, але вона була обстріляна. Увечері тіло загиблого було вивезено на непідконтрольну територію, 15 липня передано українській стороні. Похований у м. Лиман на Колгоспному цвинтарі. |
| 4362     |                  | Ілін Микола («Естонець»)                    | 23 квітня 1984, Могильов Білорусь. Громадянин Естонії. В Україні мешкав у м. Біла Церква Київська область. Сержант, військовий медик 137 ОБМП 35 ОБрМП. Емігрував в Естонію, де жив кілька років, займався проведенням екскурсій, працював таксистом та на інших роботах. Вільно володів кількома мовами. Маючи друзів серед українських волонтерів, вирішив стати на захист України та вступив на військову службу за контрактом. У вільний час проводив курси з тактичної медицини серед бійців свого підрозділу. Навесні 2020 із бригадою вирушив на чергову ротацію на фронт. Залишились батьки. | 13 липня 2020                | В районі смт Зайцеве ворог обстріляв евакуаційну групу, яка мала забрати тіло загиблого внаслідок підриву військовослужбовця. Повідомлення пресцентру ООС: «Отримавши підтвердження режиму «Тиша» група евакуації в білих касках із розпізнавальними знаками не встигла дійти до тіла полеглого декілька метрів. У цей час ворог відкрив вогонь на ураження зі стрілецької зброї. Група відійшла, але військовий медик поспішив на допомогу пораненому. В цю мить противник знову почав обстріл з гранатометів різних систем та великокаліберних кулеметів. Внаслідок ворожого вогню військовий медик — загинув, одного військовослужбовця було поранено, а ще один — отримав бойове травмування… Наразі тіла загиблих та поранений воїн знаходяться на місці обстрілу. Тривають переговори з СММ ОБСЄ щодо їхньої евакуації». Прим., ймовірно, медик підірвався на забороненій конвенцією протипіхотній міні на розтяжці, у балці, коли біг до пораненого сержанта Журавля, після чого відбувся ворожий обстріл з РПГ. 17 липня з непідконтрольної території передали тіло, ідентифікацію проведено за експертизою ДНК, — окупанти навіть кістки вирізали, щоб не дати українським експертам встановити причину смерті та вид застосованої зброї. Після прощання у Києві тіло кремували на Байковому кладовищі, щоб за заповітом Миколи розвіяти прах над трьома країнами: Україною, Білоруссю та Естонією. |
| 4363     |                  | Журавель Ярослав Сергійович («Ярік»)        | 8 березня 1980, Андріївка (Верхньодніпровський район) Дніпропетровська область. Сержант, командир бойової машини — командир 3-го розвідувального відділення розвідвзводу 137 ОБМП 35 ОБрМП. На фронт пішов у 2015 в складі 20 ОМПБ 93 ОМБр. Бойовий шлях: Піски, Мар'їнка, авдіївська промзона, Трьохізбенка, Гранітне. З 2019 проходив службу в морській піхоті, — перевівся разом зі своїм командиром Дмитром Красногрудем. Залишились батьки, дружина та дві доньки. | 14 липня 2020— 16 липня 2020 | 13 липня близько 14:00 в районі смт Зайцеве ворог обстріляв евакуаційну групу, яка мала забрати тіло загиблого лейтенанта Красногрудя. До групи входили розвідники, сапери та офіцери СЦКК, у білих шоломах. Попри підтвердження режиму «Тиша» ворог відкрив вогонь на ураження зі стрілецької зброї. Сержант, який йшов попереду групи (він був на завданні разом із загиблим офіцером і знав дорогу), прийняв практично весь удар на себе, він дістав поранення у ногу. Намагаючись надати йому допомогу, загинув військовий медик, ще один офіцер зазнав контузії. Групі довелось відійти з-під обстрілу, тіла загиблих та поранений сержант залишились у «сірій» зоні. Станом на 17 липня в пресцентрі ООС повідомили, що досі не отримали гарантії безпеки для пошуку пораненого, в останнє його бачили ще живим, коли шукали з дрону розвідки (він був у білому шоломі, відповз і накладав собі джгут, що свідчить про те, що поранення не було смертельним, сержант загинув внаслідок того, що російсько-окупаційні формування завадили наданню медичної допомоги пораненому). 21 липня представники російсько-окупаційних військ передали ще одне тіло, особу загиблого підтверджено. Похований в с. Андріївка. 02.08.2020 побратими загиблих розвідників, розповіли свою версію подій, яка частково не збігається з повідомленнями пресслужби ООС.                                                  |
| 4364     |                  | Кравченко Василь Сергійович                 | 14 лютого 1994, Ізяслав Хмельницька область. Старший матрос, старший стрілець десантно-штурмового взводу десантно-штурмової роти 503 ОБМП. Займався спортом. Був призваний влітку 2014, під час другої хвилі мобілізації, проходив службу в ДПСУ. По тому двічі укладав контракт. У батальйоні — з 2016, крайній контракт підписав 19.01.2018. Воював в районі Маріуполя. Залишилися батьки, сестра і дружина (одружився у квітні 2020). | 20 липня 2020                | Загинув близько 12:00 під час бойового чергування на ВОП поблизу с-ща Шуми (Торецька міська рада) від кульових поранень в голову та груди внаслідок ворожого обстрілу зі стрілецької та снайперської зброї. Похований на Алеї почесних поховань Центрального кладовища м. Ізяслава. |
| 4365     |                  | Козій Артем Євгенович                       | 21 вересня 2001, 18 років, Южноукраїнськ Миколаївська область. Матрос, військовослужбовець 1 ОБМП 36 ОБрМП. У 2020 закінчив Миколаївський будівельний коледж. 10.06.2020 вступив на військову службу за контрактом. В липні 2020 вирушив на фронт у першу ротацію. Залишились батьки і сестра. | 21 липня 2020                | Помер близько 17:00 від чисельних уламкових поранень у мобільному шпиталі в м. Маріуполь, внаслідок обстрілу з АГС поблизу с. Павлопіль. Лікарі понад 7 годин боролися за життя морпіха. Похований в Южноукраїнську. |
| 4366     |                  | Воронський Михайло Михайлович               | 22 квітня 1966, 54 роки, Добрівляни (Заліщицький район) Тернопільська область. Солдат, водій-електрик артилерійського підрозділу 44 ОАБр. 1984—1986 брав участь у війні в Афганістані, інвалід війни III групи, нагороджений медаллю «За бойові заслуги». Активний учасник Революції Гідності, 8-ма «афганська» сотня. Волонтер. У лютому 2020 вступив на військову службу за контрактом. | 23 липня 2020 орієнтовно     | Загинув в районі проведення ООС у Донецькій області від кульового поранення, попередньо, внаслідок необережного поводження зі зброєю. Поховання в с. Добрівляни. |
| 4367     |                  | Бахнар Артур Вікторович                     | 15 жовтня 1983, Енергодар Василівський район Запорізька область. Солдат, військовослужбовець 1-го взводу 24 ОШБ «Айдар». Навесні 2020 підписав контракт на військову службу. Без батька лишилась маленька донька. | 28 липня 2020                | Небойова втрата в зоні ООС. Помер біля с. Новогнатівка Волноваського району. За інформацією волонтера Мирослава Гая, у медичних документах зазначена причина смерті: набряк головного мозку невстановленої етіології. Травм голови немає. Похований в Енергодарі. |
| 4368     |                  | Вергун Сергій                               | Солдат, військовослужбовець (підрозділ не уточнено). | 29 липня 2020                | Небойова втрата в зоні ООС. |
| 4369     |                  | Перекрестов Володимир Миколайович           | 14 січня 1975, Суми. Старший сержант, командир автомобільного відділення підвозу боєприпасів взводу матеріального забезпечення 4-го реактивного артилерійського дивізіону 27 ОРеАБр. З листопада 2017 проходив військову службу за контрактом. Залишились діти. | 30 липня 2020                | Небойова втрата в зоні ООС. Помер внаслідок гострої серцево-судинної недостатності. Похований на Баранівському кладовищі м. Суми, на Алеї Почесних громадян. |
| Серпень  |                  |                                             | |                              | |
| 4370     |                  | Брайко Станіслав                            | 2001. Військовослужбовець розвідувальної роти 137 ОБМП 35 ОБрМП. | 12 серпня 2020               | Згідно з повідомленням ОТУ «Північ», під час виконання бойового завдання внаслідок необережного поводження зі зброєю, отримавши вогнепальне кульове поранення несумісне з життям, помер військовослужбовець окремого розвідувального батальйону зі складу Об'єднаних сил. Разом з тим, інформаційне агентство УНН, з посиланням на правоохоронні органи повідомило, що 12.08.2020, поблизу смт Південне (на Горлівському напрямку) військовослужбовець розвідувальної роти, 2001 р. н., пострілом з табельного автомата «Вулкан» скоїв самогубство. Мотиви та обставини самогубства встановлюються, відкрите кримінальне провадження. |
| 4371     |                  | Похович Сергій Богданович («Сєдой»)         | 14 вересня 1970, Новогригорівка Перша Долинський район Кіровоградська область. Старший сержант, розвідник 42 ОМПБ 57 ОМПБр. На фронті — з 2014, у бригаді — з 2016, в листопаді 2018 підписав черговий контракт. Залишилися батько та двоє дорослих дітей, — донька і син, які також проходять службу в ЗС України. | 13 серпня 2020               | Загинув вранці внаслідок підриву на невідомому вибуховому пристрої (ймовірно, протитанковій міні) біля с. Водяне (Ясинуватський район), під час пересування на автотранспорті, ще один боєць дістав важкі поранення. Похований в с. Новогригорівка Перша. |
| 4372     |                  | Джур Євген Миколайович                      | 20 вересня 1967, 53 роки, Молочанськ Токмацький район Запорізька область. Капітан, командир роти зв'язку КП польового вузла зв'язку 53 ОМБр. Навчався в Суворовському училищі, закінчив військове училище зв'язку. Працював у правоохоронних органах. Під час війни вступив на військову службу за контрактом. | 15 серпня 2020               | Помер в зоні ООС внаслідок зупинки серця. Похований у Молочанську. |
| 4373     |                  | Рудик Володимир Володимирович               | 20 березня 1989, Золотники Теребовлянський район Тернопільська область. Старший лейтенант, військовослужбовець 14 ОМБр. До цього проходив військову службу в 44 ОАБр. Залишилися батьки, сестра. | 21 серпня 2020               | Загинув внаслідок необережного поводження зі зброєю у Новоайдарському районі на Луганщині. Похований в с. Золотники. |
| 4374     |                  | Бодров Іван                                 | Військовослужбовець бригади ЗСУ, ОТУ «Схід» (підрозділ не уточнено). | 29 серпня 2020               | Згідно з повідомленням ОТУ «Схід», помер від гострої серцевої недостатності у м. Дружківка. |
| Вересень |                  |                                             | |                              | |
| 4375     |                  | Бондаренко Артем Анатолійович               | Мешканець м. Дніпро. Старшина, головний сержант роти 25 ОПДБр. З початком війни, у 2014, добровольцем пішов до ЗСУ. Воював у Пісках, біля Донецького аеропорту, в Авдіївській промзоні. | 2 вересня 2020               | Загинув під час ліквідації пожежі поблизу с. Лобачеве (Новоайдарський район), — тіло військовослужбовця знайшли під завалами бліндажу. За словами побратимів, коли пожежа наближалася до позицій ЗС України, він займався евакуацією військового майна. Похований на Краснопільському кладовищі м. Дніпро. Прим. 2—3 вересня Об'єднані сили разом із ДСНС брали участь у ліквідації масштабних степових та лісових пожеж на Луганщині. Пожежі виникли одночасно у кількох місцях поблизу лінії фронту, що може свідчити про навмисний підпал. Рятуючи від пожеж місцеве населення та військове майно двоє військовослужбовців дістали опіки. |
| 4376     |                  | Кравчишак Тарас Михайлович                  | 1 березня 1995, Дрогобич Львівська область. Старший лейтенант, оперуповноважений з особливо важливих справ ГУ ДФС у Донецькій області. Закінчив Львівський державний університет внутрішніх справ. Проходив службу на посаді оперуповноваженого оперативно технічного відділу оперативного управління ГУ ДФС у Львівській області. Під час війни виконував обов'язки в зоні АТО/ООС, зокрема, на КПВВ в секторі «М» (Маріуполь). Залишились батьки. | 3 вересня 2020               | Близько 21:45, під час перебування в кімнаті відпочинку на території частини Фіскальної служби в м. Маріуполь, скоїв самогубство (за версією слідства), здійснив один постріл у голову через подушку з табельної вогнепальної зброї. Поховання у Дрогобичі на Алеї Слави. |
| 4377     |                  | Грицишин Віталій Зіновійович                | 21 липня 1982, Павлоград Дніпропетровська область. Старший солдат, військовослужбовець 46 ОШБ «Донбас» 54 ОМБр. У 2015 був призваний за мобілізацією, в 2016 підписав контракт для подальшого проходження служби. Залишились батьки, брат, син. | 5 вересня 2020               | Під час гасіння пожежі поблизу смт Верхньоторецьке Ясинуватського району полум'ям були відрізані від решти особового складу двоє військовослужбовців. Вранці 6 серпня у пресцентрі ООС повідомили, що тривають пошуки. Пізніше Командування ОТУ «Схід» повідомило, що під час евакуації особового складу, обходячи осередок вогню в «сірій зоні», двоє військовослужбовців загинули, підірвавшись на невідомому вибуховому пристрої на мінному полі противника. Похований у Павлограді на Єврейському кладовищі. |
| 4378     |                  | Хоменко Володимир Петрович                  | 18 серпня 1985, Добропілля Донецька область. Старший сержант, командир кулеметного взводу 46 ОШБ «Донбас» 54 ОМБр. Працював на шахті. У 2015 пішов на фронт. Залишилися батько та дві сестри. | 5 вересня 2020               | Під час гасіння пожежі поблизу смт Верхньоторецьке Ясинуватського району полум'ям були відрізані від решти особового складу двоє військовослужбовців. Вранці 6 серпня у пресцентрі ООС повідомили, що тривають пошуки. Пізніше Командування ОТУ «Схід» повідомило, що під час евакуації особового складу, обходячи осередок вогню в «сірій зоні», двоє військовослужбовців загинули, підірвавшись на невідомому вибуховому пристрої на мінному полі противника. Похований у Добропіллі. |
| 4379     |                  | Кубійович Тарас Степанович                  | 24 жовтня 1970, Вільхівці (Городенківський район) Івано-Франківська область. Молодший сержант, військовослужбовець 14 ОМБр. З 2002 займався підприємництвом. У 2015 пішов на фронт добровольцем, — з 06.09.2015 брав участь в АТО, був поранений, але повернувся на військову службу за контрактом. По закінченні строку служби у 2018 став на військовий облік, в травні 2020 знову уклав контракт та у липні вирушив в зону ООС. Залишилися мати, брат, сестра, дружина та донька. | 6 вересня 2020               | О 17:08 поблизу с. Причепилівка Новоайдарського району на ВОП «Барс» (Бахмутська траса) внаслідок пострілу противника (ймовірно, снайпера) дістав вогнепальне кульове поранення, що не сумісне з життям. Похований в с. Вільхівці. |
| 4380     |                  | Волков Руслан Михайлович                    | 4 січня 2000, Ананьїв Одеська область. Матрос, вогнеметник вогнеметного взводу роти РХБЗ 35 ОБрМП. Залишились батьки та брат. | 7 вересня 2020               | 6 вересня, прямуючи до місця гасіння осередків тління, в районі смт Новгородське на невідомому вибуховому пристрої підірвалася авторозливна станція АРС-14, внаслідок чого двоє військовослужбовців дістали поранення та опіки. Матрос помер у лікарні наступного дня від чисельних опіків. Похований в Ананьєві на кладовищі ім. Шостої сотні. |
| 4381     |                  | Червінський Роман Ярославович               | 29 липня 1991, мешканець м. Яворів Львівська область. Механік-водій механізованого взводу механізованої роти 14 ОМБр. З родини військовослужбовця. Був призваний на військову службу у 2011. Вдруге призваний під час війни у 2015. Залишились батьки і брат. | 16 вересня 2020              | О 1:25, перебуваючи у бліндажі в районі смт Новотошківське, зазнав несумісних з життям травм від вибуху гранати, внаслідок необережного поводження. Похований в с. Радохинці Мостиського району. |
| 4382     |                  | Оверко Костянтин Ігорович                   | 3 серпня 1982, Запоріжжя. Старший матрос, військовослужбовець 503 ОБМП. З 30.10.2017 проходив службу за контрактом у морській піхоті. Залишилися мати, брат, дружина та донька. | 24 вересня 2020              | 20 червня був важко поранений у живіт ворожим снайпером поблизу смт Південне на горлівському напрямку. Внаслідок поранення розвинувся жовчний перитоніт. З липня лікувався у Київському військовому шпиталі, переніс понад 30 операцій, у вересні був переведений до Національного інституту хірургії та трансплантології імені Шалімова, де 23 вересня зробили чергову операцію. Близько 3:00 воїн помер у лікарні, не витримало серце. Похований у Запоріжжі. |
| 4383     |                  | Огінський Сергій Леонідович                 | 26 років, Долина Івано-Франківська область. Старший солдат, військовослужбовець 14 ОМБр. З червня 2020 проходив військову службу за контрактом. Залишились батько і сестра. | 24 вересня 2020              | Загинув при виконанні військового завдання в Луганській області, за попередньою версією, внаслідок необережного поводження зі зброєю. Похований в м. Долині. |
| Жовтень  |                  |                                             | |                              | |
| 4384     |                  | Фомюк Володимир Володимирович               | 30 серпня 1987, Славута Хмельницька область. Майор СБУ, співробітник ЦСО «Альфа». У 2005 закінчив Славутський обласний спеціалізований ліцей-інтернат поглибленої підготовки учнів у галузі науки, у 2009 — Львівський державний університет внутрішніх справ. Працював у поліції — заступником начальника оперативного відділу 2-го теруправління Департаменту протидії наркозлочинності, начальником третього міжрайонного сектору. З липня 2017 — оперативний співробітник підрозділу ЦСО «Альфа». Неодноразово виконував завдання в зоні АТО/ООС. Залишилися батьки, сестра, дружина та донька. | 1 жовтня 2020                | Помер внаслідок хвороби. За повідомленнями ЗМІ, загинув в зоні ООС (не підтверджено). За повідомленням у соцмережі, боєць важко хворів на рак вже понад року і помер поза зоною ООС. Похований на «Новому кладовищі» Славути. |
| 4385     |                  | Фарина Олександр Олександрович              | 26 років, Хмельницький. Солдат, військовослужбовець 128 ОГШБр. | 11 жовтня 2020               | Помер у військовому госпіталі м. Києва, в якому після поранення 20 квітня 2020 року в зоні проведення ООС, переніс понад 20 операційних втручань. За словами батька військовослужбовця, син отримав на Донбасі численні поранення в область живота та ніг. Похований на Алеї Слави у мікрорайоні Ракове м. Хмельницького. |
| 4386     |                  | Панченко Руслан Віталійович                 | Мешканець м. Сміла Черкаська область. Солдат, військовослужбовець ЗС України (підрозділ не уточнено). | 12 жовтня 2020 орієнтовно    | Згідно з повідомленням Смілянської міської ради, загинув під час виконання службових обов'язків в зоні проведення ООС (обставини не уточнені, небойова втрата). Похований в с. Матусів. |
| 4387     |                  | Бондарюк Володимир Володимирович («Піндос») | 18 липня 1993, Кам'яний Міст Первомайський район Миколаївська область. Сержант, військовослужбовець батальйону морської піхоти 36 ОБрМП. Працював на СТО. Захоплювався туризмом. Проходив військову службу в Криму на посаді кулеметника гірсько-піхотного батальйону. У 2014 вийшов на материкову частину України з окупованого Криму та продовжив службу в морській піхоті. У 2015 навчався в школі інструкторів за програмою НАТО у Литві. Пройшов 5 ротацій на Маріупольському напрямку. Залишилися батьки, дружина та 6-річна донька. | 30 жовтня 2020               | Загинув о 00:28 в результаті ворожого обстрілу з гранатометів різних систем та стрілецької зброї поблизу с. Водяного у Приазов'ї. Згідно з повідомленням пресслужби ООС, опівночі противник, застосовуючи гранатомети різних систем та стрілецьку зброю, двічі відкривав прицільний вогонь по позиціях ЗС України. Похований в Кам'яному Мості. |
| 4388     |                  | Старостін Михайло Григорович («Тихий»)      | 14 червня 1990, Новорайськ Бериславський район Херсонська область. Старший сержант, головний сержант взводу батальйону морської піхоти 36 ОБрМП. З 2010 проходив військову службу за контрактом у 36-й бригаді берегової охорони в Криму. У 2014, після окупації півострова російськими військами вийшов на материкову частину України та продовжив службу в морській піхоті. Залишились мати, дружина і троє сестер. | 30 жовтня 2020               | Загинув о 00:28 в результаті ворожого обстрілу з гранатометів різних систем та стрілецької зброї поблизу с. Водяного у Приазов'ї. Похований в с. Новорайськ. |
| Листопад |                  |                                             | |                              | |
| 4389     |                  | Свинарик Олег Олегович                      | 23 серпня 2000, 20 років, Арламівська Воля Мостиський район Львівська область. Військовослужбовець 80 ОДШБр. На військовій службі за контрактом — з серпня 2019. Залишилися батьки і два брати. | 7 листопада 2020             | Загинув о 06:00 поблизу с. Половинкине Старобільського району (обставини не уточнені, небойова втрата). |
| 4390     |                  | Загороднюк Ігор Олегович                    | 1993, Сухий Ташлик Вільшанський район Кіровоградська область. Старший солдат, військовослужбовець 17 ОТБр. Після строкової служби в 17-й бригаді, до кінця 2019 проходив військову службу за контрактом. Вдруге підписав контракт у липні 2020. Неодружений, залишилася сестра. | 10 листопада 2020            | Помер від вогнепального поранення в районі м. Попасна (небойова втрата, проводиться службове розслідування). Похований в с. Сухий Ташлик. |
| 4391     |                  | Горошко Іван Сергійович                     | 7 липня 1999, Знам'янка Кіровоградська область. Військовослужбовець 80 ОДШБр. Після проходження строкової служби, перебував на військовій службі за контрактом — з серпня 2019. Залишилися вагітна дружина. | 16 листопада 2020            | Згідно з повідомленням офісу Генеральної прокуратури, до військової прокуратури Луганського гарнізону надійшло повідомлення про скоєння суїциду військовослужбовцем 1999 p. н. при виконанні ним службових обов'язків під час несення служби з охорони базового табору в районі смт Станиця Луганська. Було встановлено, що обставини не відповідають обставинам суїциду. За версією слідства, смертельне поранення в область потилиці потерпілого наніс зі стрілецької автоматичної зброї його співслужбовець. Триває досудове розслідування. Похований в м. Львові на Личаківському кладовищі. |
| 4392     |                  | Попенко Юрій Миколайович («Борода»)         | 4 лютого 1976, Дубенський район Рівненська область. Сержант, військовослужбовець 301 ОДКБ 47 ОДКБр (за іншими відомостями — військовослужбовець 122 ОАЕМБ). З перших років війни на Донбасі розпочав свою службу в одному з добровольчих батальйонів, згодом перейшов на контрактну службу до ЗС України. Залишилася мати. За повідомленням Дубенської РДА, у загиблого сержанта також залишилась наречена в с. Листвин на Дубенщині, з якою він планував одружитися після ротації. | 20 листопада 2020            | Загинув у м. Сєвєродонецьку під час супроводу військової техніки в результаті наїзду цивільного автомобіля. Похований в м. Рівному. |
| 4393     |                  | Мінкін В'ячеслав Юрійович                   | 25 листопада 1989, Київ, мешканець м. Фастів Київська область. Старший солдат підрозділу 72 ОМБР. З 2009 по 2010 рік проходив строкову військову службу, у 2014 році призваний до ЗС України за мобілізацією. В 2019 році був нагороджений медаллю за участь в боях на Світлодарській дузі. Залишилися дружина та малолітній син. | 24 листопада 2020            | Близько опівдня отримав важке поранення від кулі, випущеної снайпером з окупованої території у передмісті м. Авдіївки. Помер того ж дня у лікувальному закладі, де за його життя боролися військові лікарі. Похований на Центральному кладовищі м. Фастова. |
| 4394     |                  | Терещук Сергій                              | Мешканець с. Маковище Макарівський район Київська область. Військовослужбовець десантно-штурмової бригади ЗС України (підрозділ не уточнено). | 28 листопада 2020            | Згідно з повідомленням Макарівської РДА, військовослужбовець загинув на Донбасі при виконанні свого військового обов’язку, захищаючи незалежність та суверенітет України (обставини загибелі не уточнені). Похований в с. Маковище. |
| Грудень  |                  |                                             | |                              | |
| 4395     |                  | Кульгов Олександр                           | 1982, 38 років, Суми. Військовослужбовець Луганського прикордонного загону ДПСУ. Останні два місяці проходив службу безпосередньо в Луганському прикордонному загоні. | 1 грудня 2020 (орієнтовно)   | Згідно з повідомленням Сумської міськради, прикордонник загинув (помер) на сході України. За попередньої інформацією — помер від раптової зупинки серця. Похований на цвинтарі в районі 40-ї підстанції м. Суми. |
| 4396     |                  | Бондар Дмитро                               | 1981. Сержант поліції, співробітник Батальйону патрульної служби поліції особливого призначення «Луганськ-1» ПСПОП. | 5 грудня 2020                | Згідно з повідомленням ГУНП в Луганській області, сержант поліції загинув у ДТП поблизу с. Смолянинове на Луганщині, повертаючись зі служби на власному автомобілі. |
| 4397     |                  | Тарасюк Микола Вікторович                   | 30 жовтня 1973. Військовослужбовець 14 ОМБр. | 14 грудня 2020               | Згідно з повідомленням пресслужби української делегації у ТКГ, українській стороні було повернуто тіло військовослужбовця, який 14.12.2020 за невстановленими обставинами потрапив на тимчасово не підконтрольну територію. Причини його смерті встановлює слідство. |
| 4398     |                  | Україна                                     | 21 рік, Звенигородка Черкаська область. Солдат, військовослужбовець військової служби за контрактом розвідувального батальйону (підрозділ не уточнено). На військовій службі за контрактом — з червня 2020 року. Неодружений. | 19 грудня 2020               | Згідно з повідомленням міського голови м. Звенигородки О. Саєнка, за попередніми даними, причиною загибелі військовослужбовця поблизу м. Ясинуватої нібито стало необережне поводження зі зброєю (близько 20-ї години вечора, внаслідок необережного поводження зі зброєю отримав вогнепальне поранення в голову). |
| 4399     |                  | Салахутдінова Олена Миколаївна              | 35 років. Старший солдат, військовослужбовець 37 ОМПБ 56 ОМПБр. Залишився малолітній син. | 19 грудня 2020               | Згідно з повідомленням пресслужби 37 ОМПБ загинула у зоні проведення бойових дій на Донеччині в результаті ДТП. Похована 22 грудня з усіма військовими почестями. |
| 4400     |                  | Третяков Юрій                               | 1972, 48 років, Вінниця. Старший солдат, командир міномета 3-го мінометного розрахунку підрозділу 59 ОМПБр. Залишилися сестра, донька та онука. | 19 грудня 2020               | Згідно з повідомленням пресслужби бригади, військовослужбовець помер в районі проведення ООС під час несення служби в результаті серцевого нападу. Похований на Алеї Слави Центрального кладовища у м. Вінниці. |
| 4401     |                  | Єфременюк Вадим Володимирович               | 18 березня 1998, 22 роки, мешканець м. Вінниця. Військовослужбовець ЗС України (підрозділ не уточнено). Неодружений, залишились батьки, двоє братів та сестра. | 29 грудня 2020               | Згідно з повідомленням пресслужби Вінницької ОДА, військовослужбовець помер в зоні проведення ООС. Обставини смерті уточнюються. Поховання 31.12.2020 на кладовищі с. Коло-Михайлівка. |

## Втрати силових структур в тилу під час війни
Веляник Андрій Володимирович, 38 років, Івано-Франківськ. Учасник АТО. Підполковник поліції, начальника Управління превентивної діяльності ГУНП в Івано-Франківській області. Службу в органах внутрішніх справ розпочав у 2001 ще курсантом. Проходив службу у міжнародній миротворчій місії в Косово. Брав участь в АТО. Раптово помер 21.07.2020 у Франківську. Залишились дружина та двоє дітей.
 Черевко Олег («Смерть»), 29 років, Запоріжжя. Учасник АТО/ООС. Старший солдат, військовослужбовець зенітного ракетно-артилерійського дивізіону ОЗСпП «Азов» НГУ. На фронті з 2015, воював у складі різних підрозділів ЗСУ та Нацгвардії, з початку 2018 проходив службу в «Азові». Пройшов бої за Широкине (2015), Авдіївку (2017), на Світлодарській дузі (2019). Також займався модернізацією зенітних установок та навчав побратимів. 21.07.2020, перебуваючи у Запоріжжі в службовому відрядженні, увечері біля супермаркету по вул. Космічній заступився за дівчат, до яких чіплявся незнайомий чоловік. Олег зробив йому зауваження, але той напав на нього і вдарив по голові. Внаслідок тяжкої травми (перелом основи черепа) кілька днів перебував у комі. Помер вранці 27.07.2020 в реанімації лікарні м. Запоріжжя. Залишилась дружина. Особу нападника встановлено — раніше судимий житель Запоріжжя 1991 р. н.
 Кулаков Юрій Юрійович, 35 років, Володіївці (Чернівецький район) Вінницька область. Учасник АТО, 59 ОМПБр. Брав участь у бойових діях із 2018. 05.08.2020 загинув у ДТП в Гайсині внаслідок лобового зіткнення автомобіля ВАЗ-2108 із вантажівкою. Залишилися батько та неповнолітній син.
 Поліщук Богдан Петрович, 07.10.1987, Качанівка (Хмільницький район) Вінницька область. Учасник АТО, 10 ОМПБ 59 ОМПБр, старший водій 2-го мотопіхотного відділення 2-го мотопіхотного взводу 1-ї мотопіхотної роти. 27.02.2018 вступив на військову службу за контрактом. 05.08.2020 загинув у ДТП в Гайсині внаслідок лобового зіткнення автомобіля ВАЗ-2108 із вантажівкою. Залишилась маленька дитина.
 Кривенко Олексій Петрович, 24.10.1999, Вільшани Дергачівський район Харківська область. Солдат, ВСП, водій. З багатодітної родини, був наймолодшим з п'ятьох дітей. Займався спортом. Після закінчення ліцею за фахом водія і тракториста був призваний на строкову військову службу, у червні 2020 підписав контракт. Загинув 10.08.2020 у Києві під час несення варти від вогнепального поранення з автомата в шию, попередня версія — самогубство. Похований в смт Вільшани. Залишились батьки, брати й сестри.
 Федорович Іван Богданович, 39 років, Чортків Тернопільська область. Учасник АТО/ООС. Прапорщик, технік цеху регламенту керованих авіаційних засобів ураження в/ч А1915 (1846-та зенітна технічна ракетна база, м. Чортків). З жовтня 2017 по квітень 2018 у складі 80 ОДШБр виконував бойові завдання в районах проведення АТО/ООС на Луганщині. 14.08.2020 помер в результаті раптової зупинки серця. Залишилась дружина та троє дітей.
 Подобіна Наталя, Лисичанськ Луганська область. Старший солдат, військовослужбовець 53 ОМБр. Померла 18.08.2020 у шпиталі м. Дніпро після тривалої тяжкої хвороби. Залишився чоловік, діти.
 Данилов Денис Костянтинович, 38 років, Миколаїв. Учасник АТО/ООС. Майор поліції, старший інспектор групи кадрового забезпечення роти патрульної служби поліції особливого призначення «Миколаїв» ГУНП в Миколаївській області. Майже 15 років віддав службі в правоохоронних органах, розпочавши свою діяльність дільничним у Центральному районі Миколаєва. З 2015 проходив службу в роті «Миколаїв», що виконувала завдання з охорони громадського порядку в зоні АТО/ООС. Помер 02.09.2020 внаслідок тривалої хвороби. Залишилась 9-річна донька.
 Олексієвець Леонід, Колки (Дубровицький район) Рівненська область. Учасник АТО/ООС. Військовослужбовець за контрактом 14 ОМБр. Брав участь у Революції Гідності. Проходив військову службу за контрактом в ЗС України з вересня 2017 по червень 2018 року. Брав безпосередню участь в бойових діях в зоні АТО з вересня по жовтень 2017 року та в ООС з квітня по червень 2018 року. З червня 2020 року — повторно підписав контракт зі Збройними Силами України. Помер 04.09.2020 у військовому госпіталі в результаті хвороби. Похований у с. Колки.
 Граневський Андрій Васильович, 1976 р. н., Дворічна Харківська область. Учасник АТО/ООС. Старший сержант, водій гармати 44 ОАБр. З 2015 проходив службу в бригаді за контрактом. Помер 08.09.2020 внаслідок гострої серцевої недостатності.
 Горлов Євген («Гор»), 48 років, Запоріжжя. Учасник АТО/ООС. Снайпер 1-ї роти 2-го батальйону ОЗСП «Азов» НГУ. Рано залишився без батька, виховувався в інтернаті. До війни працював водієм тролейбуса та різноробом. 2014 був мобілізований до Збройних сил, воював поблизу Авдіївки, Гнутового, після звільнення долучився до 5 ОБ УДА. Від початку 2017 — в «Азові». Брав участь у бойовому виїзді полку «Азов» в Мар'їнку та Красногорівку. У 2019 відбув повну ротацію на Світлодарській дузі, яка тривала вісім місяців. Помер 19.09.2020 внаслідок раптової зупинки серця під час відпустки на острові Хортиця. Похований на Кушугумському кладовищі Запоріжжя.
 Тесля Олександр Олександрович, 25.08.1972, Гельмязів Золотоніський район Черкаська область. Мешкав у с-щі Софіївська Борщагівка Київська область. Полковник НГУ, керівник ВЦА м. Мар'їнка та с. Победа Мар'їнського району Донецької області. У 1993 закінчив Пермське вище військове командно-тилове училище внутрішніх військ (РФ). Військову службу проходив у в/ч 3024 (Павлоград) та в/ч 2260 (Київ) на посадах від командира взводу до першого заступника командира частини — начальника штабу. 07.08.2015 був призначений керівником ВЦА м. Мар'їнка. Помер 25.09.2020 внаслідок тяжкої хвороби. Поховання на кладовищі с-ща Софіївська Борщагівка. Залишилися дружина та донька.
 25.09.2020 поблизу міста Чугуїв на відстані близько 2 км до військового аеродрому під час навчального польоту зазнав авіакатастрофи літак АН-26Ш (бортовий номер 76) 203-ї навчальної авіаційної бригади Повітряних Сил. Командир екіпажу перед катастрофою доповів про відмову лівого двигуна і запросив захід на посадку. Літак впав поруч із трасою Київ—Харків, на 530 км, і одразу загорівся. О 21:53 пожежу було ліквідовано. Загинули члени екіпажу, офіцери та курсанти ХНУПС імені Івана Кожедуба, всього 26 чоловік (один з них помер у лікарні від тяжких травм та опіків):
- майор Кишеня Богдан Вячеславович, 10.02.1990 р. н.;
- капітан Остапенко Олексій Георгійович, 15.11.1991 р. н.;
- капітан Добреля Дмитро Денисович, 13.11.1991 р. н.;
- старший лейтенант Мсуя Ашраф Азізович, 08.08.1991 р. н.;
- старший лейтенант Козаченко Олег Михайлович, 11.07.1980 р. н.;
- прапорщик Іванов Євгеній Сергійович, 20.08.1978 р. н.;
- прапорщик Широчук Олег Миколайович, 10.11.1979 р. н.;
- молодший сержант Андрущенко Дмитро Романович, 08.09.2000 р. н.;
- солдат Бойко Олександр Анатолійович, 14.12.2000 р. н.;
- солдат Булій Ростислав Володимирович, 03.08.1998 р. н.;
- солдат військової служби за контрактом Вільховий Віталій Богданович, 27.06.2000 р. н.;
- солдат Донець Дмитро Євгенійович, 16.07.2001 р. н.;
- солдат Зибюк Костянтин Олегович, 15.07.2001 р. н.;
- солдат Клевець Олександр Олександрович, 23.05.2001 р. н.;
- солдат Матвійчук Богдан Миколайович, 23.04.2001 р. н.;
- сержант військової служби за контрактом Микитченко Микола Анатолійович, 22.01.1998 р. н.;
- солдат військової служби за контрактом Скочков Олександр Ігорович, 05.04.2000 р. н., Мелітополь (син загиблого на війні льотчика Ігора Скочкова)[77];
- солдат військової служби за контрактом Шеремет Руслан Едуардович, 26.10.1997 р. н.;
- старший солдат військової служби за контрактом Скоробогатько Євген Іванович, 27.11.1993 р. н.;
- солдат Дудла Артем Михайлович, 06.02.1999 р. н.;
- солдат військової служби за контрактом Померанцев Андрій Андрійович, 12.12.1994 р. н.;
- солдат Роспотнюк Андрій Юрійович, 15.08.1999 р. н.;
- солдат Студінський Дмитро Віталійович, 15.11.1999 р. н.;
- солдат Хом'ячук Максим Володимирович, 19.02.1999 р. н.;
- старший сержант Корчовський Роман Олександрович, 15.05.1999 р. н.;
- солдат Олабін Володимир Вадимович, 09.11.1999 р. н.

З 27 чоловік, які перебували на борту літака (7 членів екіпажу та 20 курсантів), вижив один курсант льотного факультету, 20-річний В'ячеслав Золочевський. 06.10.2020 указом Президента України загиблі військовослужбовці і солдат Золочевський нагороджені медаллю «За військову службу Україні».
 Хрипко Ігор Миколайович, 27 років, Першотравенськ Дніпропетровська область. Учасник АТО/ООС. Поліцейський сектору реагування патрульної поліції Першотравенського відділення поліції Павлоградського ВП ГУНП в Дніпропетровській області. У 2013, після закінчення університету, вступив до лав МВС. Помер вранці 26.09.2020 внаслідок тяжкої хвороби. Поховання у Першотравенську.
 Кучеренко Михайло, 26 років, Стави Кагарлицький район Київська область. Військовослужбовець ЗС України. 01.10.2020 в одному з сіл Каланчацького району Херсонщини було знайдене тіло військовослужбовця з тілесними ушкодженнями. Попередня причина смерті — механічна асфіксія. У вбивстві підозрюється 25-річний військовий, з яким у загиблого виник конфлікт через неприязні відносини. Залишилися мати та брат.
 Сарахман Микола Віталійович, Кульчин Турійський район Волинська область. Учасник АТО/ООС. Майор, начальник відділення забезпечення Турійського районного військового комісаріату. Свою діяльність розпочав в органах внутрішніх справ на посаді дільничного інспектора, завершив службу в органах внутрішніх справ в 2005 році на посаді начальника районного відділу внутрішніх справ у званні підполковника міліції. В 2015 році був призваний на військову службу до Збройних Сил України за мобілізацією, учасник бойових дій на сході України. Помер 05.10.2020 (причина смерті не повідомляється). Похований в с. Кульчин.
 Дуванов Кім Володимирович, 25.11.1971, мешканець м. Ізюм Харківська область. Старший солдат 43 ОМПБ «Патріот» 53 ОМБр. З 2017 проходив службу за контрактом. У травні 2019 потрапив у полон, — автомобіль із бійцями збився з маршруту неподалік смт Новотроїцьке (Волноваський район) та заїхав на окуповану територію. 29.12.2019 був звільнений за обміном. Помер 18.10.2020 під час проходження реабілітації у санаторії в Одесі, внаслідок зупинки серця. Похований в Ізюмі на Північному кладовищі. Залишилися дружина та двоє синів.
 Поліщук Святослав Степанович, 05.09.1970, 50 років, Калинівка Вінницька область. Учасник АТО/ООС. Підполковник, офіцер відділення обліку інформації ВІАЗ та КРШ в/ч А0135 (Командування об'єднаних сил ЗСУ). 19.06.2014 був призваний за частковою мобілізацією, відтоді проходив службу в ЗСУ. Помер від COVID-19 у шпиталі м. Харкова. Похований 21.10.2020 у Калинівці.
 Сідельник Орест Степанович, 29 років, Волиця (Жовківський район) Львівська область. Учасник АТО/ООС. Старший лейтенант, командир комендантського взводу роти бойового забезпечення 45 ПОП НГУ (в/ч 4114, м. Львів). Закінчив НАСВ ім. Сагайдачного. Проходив військову службу на посадах заступника командира мінометної батареї з озброєння механізованого батальйону 51 ОМБр та 14 ОМБр. З 2014 брав участь в бойових діях на Сході, зокрема, в районі Савур-Могили. У 2018 звільнився в запас по закінченні терміну контракту та в тому ж році розпочав службу в Нацгвардії. Помер 28.10.2020 в результаті захворювання. Залишилась дружина та 2-річна донька.
 Михайлівський Олександр Петрович, 08.05.1980, с. Сніжки Ставищенського району Київської області. У 1996 році закінчив Журавлиську загальноосвітню школу (Київська область), у 2000 році – Національну академію Державної прикордонної служби України. Служив у Чернігівському прикордонному загоні та Західному регіональному управлінні Державної прикордонної служби України. У складі Чернігівського прикордонного загону брав участь у бойових діях проти російсько-терористичних угрупувань на території Донецької та Луганської областей у 2015–2016 роках. Полковник Державної прикордонної служби України, заступник начальника Західного регіонального управління по роботі з персоналом. Раптово помер 31.10.2020. Залишились дружина та двоє синів.
 Петреченко Руслан, 24 роки, Хмельницька область. Учасник ООС. У 2013 році вступив на навчання до Національної академії Нацгвардії України на командно-штабний факультет. Після закінчення вузу, за розподілом потрапив до військової частини 3008 (м. Вінниця). Тричі був відряджений до зони проведення ООС. Влітку 2020 року був переведений на посаду командира роти БТР батальйону оперативного призначення. Одружений. Помер в 3-ї міській лікарні на Старому місті в м. Вінниці в результаті захворювання на COVID-19. Поховання в Хмельницькій області.
 Козачук Владислав, 44 роки.  Учасник АТО/ООС. Капітан 1 рангу, начальник відділення Регіонального управління морської охорони ДПС України. Присвятив прикордонній службі 26 років. Помер від ускладнень, пов'язаних з COVID-19.
 Сиваш Сергій.  Учасник АТО/ООС.  Командир роти 37 ОМПБ. Помер внаслідок інсульту.
 Вишнякова Інеса Валеріївна, 18.08.1973.  Санінструктор, проходила військову службу в зоні проведення АТО. Сержант  військової частини А2600, останній час працювала у Старичах санітарним інструктором навчальної роти підготовки водіїв автомобільної техніки.  Померла 28.12.2020 від онкологічної хвороби.

## Померлі демобілізовані учасники АТО/ООС
Ніколаєць Олександр Володимирович («Ірпінь»), 28.07.1969, Ірпінь Київська область. Учасник АТО з 2014, офіцер, доброволець, 24 ОШБ «Айдар», розвідрота, 81 ОАеМБр, 5 БТГр, командир роти розвідки. Закінчив Ірпінський індустріальний технікум та Вище військово-морське інженерне училище (С.-Петербург). Учасник Революції гідності, заступник сотника Самооборони Майдану, керівник ГО «Самооборона м. Ірпінь», заступник керівника Самооборони Київської області. Був одним з перших добровольців «Айдару». Пройшов бої за Георгіївку та Лутугине в липні 2014, та інші «гарячі» точки. Після повернення з фронту займався волонтерством, брав активну участь у житті міста. Підприємець, власник СТО. Помер 02.07.2020 в Ірпені від серцевого нападу. Похований в Ірпіні.
 Молотов Віктор Вікторович, мешканець м. Дніпро. Учасник АТО. За повідомленням дружини, 26.06.2020 прямував додому рейсовим автобусом Київ—Дніпро, але чомусь вийшов у Борисполі і з того часу від нього не було звістки. 06.07.2020 знайдений мертвим в м. Бориспіль, без документів. Обставини смерті з'ясовує поліція.
 Лозинський Олег («Грізлі»), Київ. Учасник АТО, Медичний батальйон «Госпітальєри» (2014—2015), 53 ОМБр. Загинув 11.07.2020 в Київській області, — розбився на мотоциклі. Залишились сестра і дружина.
 Письменський Сергій Олександрович («Кордон»), 19.01.1984, Червоноград, Львівська область. Волонтер, боєць 8 ОБ «Аратта» ДУК ПС. Працював на будовах, продавав квіти. З початком війни добровольцем пішов на фронт, воював у Пісках з серпня 2014 по січень 2015, у секторі «М» (в районі Маріуполя) з 21.11.2014 по 15.02.2015, зазнав контузії. Протягом 5 років проходив важке лікування від хвороб, що стали наслідком війни. Помер 14.07.2020. Залишилась мати.
 Зельманович Олег Михайлович, 27.06.1987, Комарів (Галицький район) Івано-Франківська область. Мешкав у м. Галич. Учасник АТО 2014, 5 БТО «Прикарпаття». 9 липня впав з дерева та травмував хребет. Помер у лікарні 14.07.2020 внаслідок зупинки серця. Залишились три доньки віком від 3 до 11 років.
 Сулімов Сергій Валерійович, 10.02.1977, мешкав у Володимир-Волинському районі Волинської області. Учасник АТО/ООС 2014—2019, полковник, 51 ОМБр, 59 ОМПБр, заступник командира військової частини. Виконував завдання у зоні бойових дій, доки лікарі не діагностували захворювання (рак лімфоїдної тканини). Помер 15.07.2020 у Володимирі-Волинському після тривалого лікування та реабілітації. Залишились дружина та дві доньки.
 Гартун Дмитро Олександрович, 1958 р. н., Підлісся (Тисменицький район) Івано-Франківська область. Учасник АТО. Мав проблеми із серцем. Помер вдома 17.07.2020. Похований в с. Підлісся.
 Степанюк Сергій Станіславович («Пікассо»), 02.04.1972, РРФСР. Останні роки мешкав у м. Полтава. Учасник АТО, ДУК ПС. До початку війни жив у Росії. В 2014 добровольцем став на захист України, воював у складі групи «Татарина» з 2014 по 2017, пройшов бої за Авдіївку, Піски, Карлівку. Помер 21.07.2020 внаслідок тривалої важкої хвороби. 22 липня з добровольцем попрощались у Полтаві.
 Рижий Сергій Юрійович, 40 років, Кременчук Полтавська область. Учасник АТО, молодший сержант. У період з 30.01.2015 по 15.06.2015 та з 05.07.2015 по 14.09.2015 безпосередньо брав участь в АТО. Помер 21.07.2020 в результаті тяжкої хвороби.
 Гергерт Андрій Валерійович («Червень»), 22.05.1978, Миколаїв (Львівська область). Учасник АТО/ООС, УДА, заступник командира, раніше — командир 8 ОБ «Аратта». Здобув вищу освіту, працював ветеринаром. У 1999—2001 був членом УНСО. З 2001 по 2014 мешкав у Ялті, займався бізнесом. Активний учасник Революції гідності, у грудні 2013 вирушив на київський Майдан, де приєднався до «Правого сектору». З початком війни навесні 2014 вирушив на фронт. Останні роки провів у Маріуполі. Нагороджений орденом Богдана Хмельницького III ст. (2016). Помер 01.08.2020 від раку шлунку у Відні (Австрія). Залишились брат, дружина та четверо дітей.
 Мечетін Євген Сергійович («Жексон»), 21.04.1980, Миколаїв. Учасник АТО/ООС, солдат, 28 ОМБр, оператор ПТРК, ДУК ПС та 406 ОАБр. Був приватним підприємцем. Учасник Революції гідності. У 2014 проходив службу за мобілізацією в 28-й бригаді. Після кульового поранення в ногу та демобілізації приєднався до окремої розвідувальної чоти Правого Сектору «Чонгарські бобри». По тому підписав контракт, проходив службу в артилерійській бригаді, у 2017 повернувся до піхоти. Бойовий шлях: Луганськ, Станиця Луганська, Мар'їнка, Курахове, район ДАП. Помер 30.07.2020.
 Скрипник Роман Миколайович, 14.02.1988, Полтава. Учасник АТО, 25 ОПДБр, стрілець-кулеметник зенітної самохідної установки. Кілька разів притягався до кримінальної та адміністративної відповідальності. 23.12.2014 був засуджений до 3-х років позбавлення волі з відтермінуванням на рік. У 2015—2016 проходив службу за мобілізацією, брав участь в АТО. Вранці 23.07.2020 у Полтаві правоохоронці під час спецоперації намагалися затримати підозрюваного у викраденні автомобіля Романа Скрипника. Він, погрожуючи підірвати гранату, взяв у заручники полковника поліції, але згодом відпустив його біля села Великий Байрак і втік у ліс. Вночі 01.08.2020, на околиці селища Опішня на Полтавщині, був застрелений снайпером під час затримання. Залишилися батьки, дружина та син.
 Передерій Андрій Володимирович, 1977 р. н., мешканець м. Кролевець Сумська область. Учасник АТО. Помер 03.08.2020 внаслідок хвороби. Похований на Харківщині, за місцем проживання матері.
 Куцько Юрій Іванович, 58 років, Кременчук Полтавська область. Учасник АТО, старший прапорщик, 1 ОТБр, командир взводу. Був призваний за мобілізацією у січні 2015, з 19.09.2015 по 09.12.2015 та з 01.02.2016 по 07.04.2016 безпосередньо брав участь в АТО, зокрема, у боях за визволення Авдіївки та Мар'їнки. Помер 04.08.2020 в результаті тяжкої хвороби. Похований на Алеї пам'яті Свіштовського кладовища м. Кременчука.
 Возняк Олександр Мирославович, Більшівці Галицький район Івано-Франківська область. Учасник Революції гідності, доброволець. Учасник АТО, воював з весни 2014 в складі БСпП «Донбас» НГУ, згодом в 1 БОП імені Кульчицького та 130 ОРБ. Під час боїв за Слов'янськ у 2014 добровільно неодноразово ходив у розвідку в тил сепаратистів, звідки влучно здійснював коректування вогню артилерії. Брав участь у деблокуванні оточених розвідників 25 ОПДБр в Славкурорті. У червні 2020 переніс операцію на серці в клініці Амосова у Києві. Помер ввечері 04.08.2020. Похований в с. Більшівці.
 Малишев Сергій Юрійович, 04.02.1968, мешканець м. Калуш Івано-Франківська область. Учасник АТО/ООС, 8 ОГШБ 10 ОГШБр. Звільнився в резерв у 2020. Помер 06.08.2020 вдома у Калуші. Похований в с. Бабин-Зарічний Калуського району.
 Заник Петро Михайлович, 62 роки, Старі Кривотули Тисменицький район Івано-Франківська область. Мешкав в Івано-Франківську. Учасник АТО. Ветеран війни в Афганістані. На фронт пішов добровольцем, воював близько двох років. Після повернення зі Сходу проходив лікування. Помер у ніч на 06.08.2020 в одній з лікарень Івано-Франківська. Похований в с. Старі Кривотули.
 Бутенко Андрій («Інтелігент»), Харків. Учасник АТО, 92 ОМБр, розвідрота, кулеметник. Помер ввечері 09.08.2020 внаслідок тривалої тяжкої хвороби. Похований на Алеї слави харківського кладовища № 18.
 Свістельницький Тарас Богданович, 26.10.1972, Галич Івано-Франківська область. Учасник АТО/ООС. Помер 10.08.2020 у Львівському військовому госпіталі. Похований на кладовище в урочищі Галич гора.
 Полозов Олександр, 23.08.1967, 53 роки, Кременчук Полтавська область. Учасник АТО, 54 ОМБр. На початку січня 2015 був призваний під час 4-ї хвилі мобілізації, пройшов навчальний центр при Полтавському інституті зв'язку, після чого виконував завдання на території Донецької області. Повернувшись з війни, продовжив працювати майстром на Крюківському вагонобудівному заводі. Помер 16.08.2020 внаслідок тяжкої хвороби.
 Паламарчук Михайло Вікторович, 18.04.1983, Жашків Уманський район Черкаська область. Учасник АТО. Був єдиним сином у батьків. У 2015—2016 проходив службу за мобілізацією. Раптово помер 16.08.2020. Похований у Жашкові. Залишились дружина, діти.
 Карпець Руслан, 10.02.1990, Кременець Тернопільська область. Учасник АТО, 128 ОГШБр, помічник кулеметника. У 2014 добровольцем пішов на фронт. 15.09.2014, під час обстрілу м. Дебальцеве з РСЗО «Град», був тяжко поранений: йому відірвало руку, була травмована нога та роздроблена стегнова кістка. З того часу проходив лікування, переніс десятки операцій, протезування у Німеччині. Помер 19.08.2020 у реанімаційному відділенні Кременецької лікарні. Похований у Горинці, що поблизу Кременця — поруч із могилою батька. Залишились мати, син і донька.
 Нюхалов Геннадій Юрійович, 11.02.1979, мешканець м. Козятин Хмільницький район Вінницька область. Учасник АТО/ООС. Від початку війни у 2014 став солдатом 1-го батальйону Нацгвардії. Пройшов вісім ротації на фронті. Помер 23.08.2020 у козятинській лікарні.
 Сирко Ілля Іванович («Сірко»), 03.08.1975, Боберка Турківський район Львівська область. Мешкав у Львові. Учасник АТО, доброволець ДУК ПС. Активний учасник Революції гідності. Підприємець, волонтер, благодійник. Увесь 2014 їздив на Схід як волонтер, у серпні 2015 пішов воювати як доброволець. Один із засновників та член правління ГО «Люди Країни», керівник ГО «Ідея та чин». Допомагав дітям з малозабезпечених сімей. Помер у Львові в результаті захворювання на лейкемію. Похований 26.08.2020 в с. Боберка.
 Борщевський Максим Ігорьович, 24.12.1981, Кам'янець-Подільський Хмельницька область. Учасник АТО. До 2016 працював на ПП «Пакт»[неавторитетне джерело]. Помер наприкінці серпня 2020 в одеському шпиталі. Похований у Кам'янці-Подільському.
 Атаманчук Олег, Тернопільська область. Учасник АТО, 80 ОДШБр. Помер 31.08.2020 (причина смерті не повідомляється).
 Павлов Олег Олексійович («Чигирин»), мешканець м. Чигирин Черкаська область. Учасник АТО/ООС. Кадровий військовий, підполковник Збройних Сил України, колишній військовий комісар Чигиринського району. З перших місяців російсько-української війни став на захист рідної землі, постійно був на передньому рубежі. Після повернення з АТО/ООС активно займався волонтерством, їздив з допомогою на Схід до своїх побратимів. Загинув 31.08.2020 у ДТП. Похований у Чигирині. 15.11.2021 року, згідно Указу Президента України №576/2021 від 15 листопада 2021 року "Про відзначення державними нагородами України", за особисту мужність, виявлену у захисті державного суверенітету та територіальної цілісності України, сумлінне і бездоганне служіння Українському народові, нагороджений орденом Богдана Хмельницького ІІІ ступеня (посмертно).
 Іванченко Ігор, мешканець м. Кропивницький Кіровоградська область. Учасник АТО, командир зенітного ракетного взводу 93-ї ОМБр. Після повернення з АТО — голова міської Асоціації ветеранів Афганістану, депутат міської ради. Помер 04.09.2020 від гострої серцевої недостатності та ішемічної хвороби серця.
 Огар Дмитро Володимирович, 05.04.1978, мешканець м. Дрогобич, Львівська область. Учасник АТО, сержант, 3 БрОП НГУ (в/ч 3017). Проходив службу за мобілізацією з травня 2015 по липень 2016, виконував завдання у Слов'янську, м. Золоте, смт Луганське. Помер 06.08.2020 в Дрогобицькій міській лікарні. Похований в Дрогобичі.
 Янтар Денис Андрійович, 21.07.1989, Миколаїв. Учасник АТО, ОЗСП «Азов». Активний учасник Революції Гідності, Київського та Миколаївського євромайданів, 07.04.2014 брав участь у розгоні проросійського наметового табору сепаратистів у Миколаєві. З початком війни став волонтером, допомагав «Азову». В серпні 2014 приєднався до бійців, брав участь у боях за Гранітне та Широкине. У 2016 очолив миколаївський обласний осередок «Національного корпусу». Організатор міжнародного турніру зі змішаних єдиноборств «Дорогу нескореним-2» (Миколаїв, 2016), призер відкритого кубку Херсонської області з MMA (2016). Активіст акції «Ні капітуляції!». Засновник та керівник приватної охоронної служби ТОВ «Аурум Секьюріті Групп». Помер 09.09.2020 від швидкоплинної форми лейкозу.
 Клипута Віталій Валерійович, 30 років, Борислав Львівська область. Учасник АТО/ООС, 3 ОМПБ «Воля», 24 ОМБр та 25 ОПДБр. Пішов на фронт добровольцем, одним з перших у Бориславі. В подальшому проходив службу за контрактом, був демобілізований на початку літа 2020. Помер 10.09.2020. Похований у Бориславі.
 Паньків Михайло Васильович, 02.04.1967, мешканець м. Калуш Івано-Франківська область. Учасник АТО/ООС, 8 ОГШБ 10 ОГШБр. Помер 16.09.2020 від онкохвороби. Поховання в с. Середній Угринів Калуського району. Залишились мати, сестри, дружина, діти та онука.
 Костюк Олександр, 43 роки, Іваннє Дубенський район Рівненська область. Учасник АТО 2014—2016, 36 ОБрМП. Воював у Секторі «М», пройшов бої за Широкине. Помер 22.09.2020 від інфаркту після тривалої хвороби. Поховання в с. Іваннє. Залишилась дружина.
 Бенца Олег Іванович, 26.01.1982, Божиків Бережанський район Тернопільська область. Мешкав у м. Тернопіль. Учасник АТО/ООС, старший лейтенант медичної служби, 14 ОМБр, командир медичної роти. Здобув медичну освіту, працював хірургом у Тернопільській міськлікарні № 2. З червня 2017 до листопада 2019 проходив службу у 14-й бригаді, в зоні бойових дій. Помер 28.09.2020 внаслідок хвороби. Похований на Микулинецькому цвинтарі Тернополя.
 Кофлюк Микола Богданович, 29.11.1970, Солотвин Богородчанський район Івано-Франківська область. Учасник АТО/ООС. Працював водієм, займався волонтерством. Загинув 28.09.2020 в ДТП. Похований в Солотвині. Залишились дружина та троє дітей.
 Піднебесний Володимир, Житомир. Учасник АТО/ООС. Любив поезію і сам складав незвичайні і дуже цікаві вірші. Помер 29.09.2020 в результаті захворювання.
 Максимук Володимир, 37 років, Кукуріки Старовижівський район Волинська область. Учасник АТО/ООС. Помер 29.09.2020. Похований в с. Кукуріки.
 Бузинський Григорій Васильович, 51 рік, Дорошівці Заставнівський район Чернівецька область. Мешкав у м. Заставна. Учасник АТО, ЗСУ. Співак, керівник родинного ансамблю «Дорошівчани», директор сільського будинку культури. Помер 04.10.2020.
 Шумик Василь Захарович, 03.02.1978, Ворокомле Камінь-Каширський район Волинська область. Учасник АТО 2014—2015, солдат, 80 ОДШБр. У 2014 добровольцем пішов до військкомату. Бойовий шлях: бої за Донецький аеропорт, Авдіївка, Зайцеве, Попасна, шахта Бутівка. У боях зазнав ЧМТ та декількох контузій. Нагороджений орденом «За мужність» III ст. У 2017 служив за піврічним контрактом в 39 ЗРП. Отримав інвалідність І ст. 30.01.2020 віддав нирку своєму синові, операція з трансплантації була проведена у Ковельській ЦРЛ. Помер 09.10.2020 внаслідок інсульту та мозкової коми. Залишились мати, дружина і син.
 Попов Віталій («Шахтар»), 1986 р. н., Дмитрівка (Петропавлівський район) Дніпропетровська область. Учасник АТО від самого її початку, 72 ОМБр, зенітник, 93 ОМБр, батарея артилерійської розвідки, де проходив службу протягом 3,5 років. Воював в Авдіївці та на Луганщині. Звільнився з ЗСУ влітку 2020. Загинув у ДТП 03.10.2020 поблизу с. Великомихайлівка (Покровський район) на Дніпропетровщині, що сталася внаслідок мікроінсульту. Похований у Дмитрівці. Залишилася дружина, донька та однорічний син.
 Янголенко Інна Володимирівна, Харків. Учасниця АТО, сержант поліції, БПСМОП «Слобожанщина», БПСПОП «Харків». У 2014 пішла на фронт добровольцем разом із чоловіком Андрієм Янголенком, комбатом «Слобожанщини». Брала участь в обороні Волновахи під час вторгнення російських військ на Іловайському напрямку. 06.03.2015 дістала поранення грудної клітки з ушкодженням легенів внаслідок теракту в Харкові, — підрив міни під автомобілем подружжя. До 2017 продовжувала службу в БПСПОП «Харків», звільнилась з поліції за станом здоров'я, отримала інвалідність ІІ групи. У 2020 захворіла на COVID-19, минуле поранення спричинило ускладнення. Померла 11.10.2020. Похована на Алеї слави 18-го військового кладовища Харкова. Залишилися мати, чоловік та двоє синів.
 Михайлик Олександр, 38 років, Нова Каховка Херсонська область. Учасник АТО/ООС. Проходив військову службу в зоні бойових дій протягом трьох років (підрозділ не уточнено). Був кандидатом в депутати Каховскої районної ради від однієї з політичних партій. 13.10.2020 був знайдений повішеним у лісосмузі поблизу м. Нова Каховка. Поліція відкрила кримінальне провадження за cт. 115 КК України «Навмисне вбивство» з поміткою «Самогубство».
 Микитенко Микола Миколайович («Ворон»), 29.06.1971, Київ. Учасник АТО, 1 БОП НГУ імені Кульчицького. За освітою юрист і викладач історії. Активний учасник Революції гідності. У 2014 добровольцем пішов на фронт, брав участь у боях за Слов'янськ. Під час евакуації збитого вертольота на горі Карачун був поранений. Після лікування, незважаючи на отриману інвалідність, знову відправився на фронт. У ніч на 11.10.2020 на Майдані Незалежності в Києві вчинив акт самоспалення, отримавши 98 % опіків тіла. Помер в лікарні вранці 14.10.2020. Після прощання на Майдані Незалежності у Києві, похований на Житомирщині, поруч з могилою батька. Залишилися дружина та донька.
 Безверхній Орест Тарасович, 29.09.1977, мешканець м. Борислав Львівська область. Учасник АТО/ООС. Помер 14.10.2020. Похований у Бориславі.
 Заліський Олександр Олександрович, 1965 р. н., Калуш Івано-Франківська область. Учасник АТО, 1 ОТБр. Учасник ліквідації наслідків аварії на ЧАЕС. Помер 18.10.2020 у Києві після важкої хвороби. Похований на міському кладовищі Калуша.
 Могілевець Юрій Євгенович, 18.04.1958, мешканець м. Запоріжжя. Учасник АТО/ООС. Полковник, кадровий військовий, колишній заступник командира 55 артилерійської дивізії, до 2005 — командир 55 ОАБр. Навесні 2014 повернувся до ЗС України та проходив військову службу на посаді начальника штабу та командира 23 ОМПБ «Хортиця» (2014—2015). В подальшому проходив службу на посаді начальника штабу артилерії НГУ. Кавалер ордена Богдана Хмельницького. Помер 20.10.2020 в результаті захворювання, викликаного коронавірусною інфекцією.
 Вирстюк Іван Васильович, 1974 р. н., мешканець с. Боднарів (Калуський район) Івано-Франківська область. Учасник АТО/ООС, 93 ОМБр. Загинув о 21:00, 21.10.2020 в ДТП, — був насмерть збитий автомобілем на нерегульованому пішохідному переході в с. Бондарів.
 Гамма Микола Опанасович, 02.09.1956, 64 роки, мешканець м. Одеса. Учасник АТО. Полковник медичної служби у відставці, провідний терапевт ВМКЦ Південного регіону (м. Одеса). Заслужений лікар України, гастроентеролог. У перші дні катастрофи на ЧАЕС оглядав та проводив санітарну обробку людям, яких евакуювали із 30-кілометрової «мертвої зони». Під час війни рятував українських військових, у 2015 був нагороджений орденом Богдана Хмельницького III ст. Помер 26.10.2020 в Одесі внаслідок захворювання.
 Дмитрук Віктор Михайлович, 06.09.1977, Вовчицьк Маневицький район Волинська область. Учасник АТО. Працював у ДП «Маневицьке лісове господарство». Помер 27.10.2020 в результаті хвороби. Похований у Вовчицьку.
 Давиденко Віктор («Дава»), Вороньків Бориспільський район Київська область. Учасник АТО. В ЗС України — з 2014 року, проходив військову службу в розвідувальному підрозділі 72 ОМБр. Помер в Києві в результаті хвороби. Похований в с. Вороньків.
 Яковенко Денис, мешканець м. Дрогобич Львівська область. Учасник АТО. Проходив військову службу добровольцем у складі батальйону «Айдар». Згідно з повідомленням пресслужби Дрогобицької міської ради, раптово помер на Львівщині (причина смерті не повідомляється).
 Фігура Юрій Петрович, 1970 р. н., уродженець с. Яхнівці Волочиського району Хмельницької області. Учасник АТО/ООС. Про передчасну смерть земляка 06.11.2020 повідомили у Волочиській міськраді.
 Береза Тарас Юрійович («Академік»), 48 років, мешканець м. Дніпро. Учасник АТО. Фотограф, дизайнер, викладач Комп'ютерної академії «Шаг». Учасник проєкту "Життя після конфлікту «Підтримка реінтеграції ветеранів конфлікту на сході України та їх сімей». Поборов онкозахворювання. В першу хвилю пандемії COVID-19 допомагав лікарям міста захисним обладнанням, яке виготовляв на 3D-принтері. Помер 06.11.2020 у Дніпрі внаслідок викликаних коронавірусом ускладнень. Похований у Верхньодніпровську, на Центральній алеї Нового кладовища. Залишились дружина і син.
 Середич Федір, 58 років, мешканець м. Дрогобич Львівська область. Учасник АТО. Капітан запасу. Брав участь у військових діях в Афганістані та на Сході України у складі 80 ОДШБр. Помер в результаті тяжкої хвороби.
 Нетребовський Віталій Анатолійович, мешканець м. Полтава. Учасник АТО. Капітан медичної служби запасу. Брав участь у військових діях на Сході України у складі 28 ОМБр. Після закінчення військової служби у 2016 році, продовжив допомагати людям вже на мирній території, працював завідувачем неврологічного відділення комунального підприємства 3-ї міської клінічної лікарні Полтавської міської ради. Помер від ускладнень, пов'язаних із коронавірусною інфекцією. 4 грудня 2020 року Указом Президента України був нагороджений орденом «За заслуги» ІІІ ступеня (посмертно).
 Юркевич Руслан Васильович, 04.08.1976, мешканець м. Коломия Івано-Франківська область. Учасник АТО. Згідно з повідомленням Центру допомоги учасникам АТО Коломийської міської ради та Коломийської РДА, демобілізований учасник бойових дій 15.11.2020 помер за кордоном. Похований в с. П'ядики Коломийського району.
 Лико Володимир, 1973 р. н., мешканець м. Борислав Львівська область. Учасник АТО. Згідно з повідомленням Бориславської міської ради, учасник бойових дій передчасно помер 18.11.2020 (причина смерті — не повідомляється). Похований у Бориславі.
 Нагайченко Роман, («Рамзес»), Лозуватка Дніпропетровська область. Учасник АТО/ООС. На фронті — з 2014 року. 28.10.2020 завершив свій другий контракт в ЗС України та повернувся додому, щоб підтримати свою маму, яка перебувала в лікарні у важкому стані. Помер 22.11.2020 (причина смерті — не повідомляється).
 Мотрюк Олександр Васильович, мешканець м. Дніпро. Учасник АТО. Керівник військово-патріотичного клубу «Айдар», помічник голови Дніпропетровської обласної державної адміністрації, був ініціатором створення громадської ради при ОДА. Про смерть повідомили в Павлоградському центрі Військово-патріотичного Клубу «Айдар», смерть настала в результаті захворювання на COVID-19. Похований 23.11.2020 на Сурсько-Литовському кладовищі в м. Дніпро.
 Пеньожко Сергій, 30 років, мешканець с. Дашківці Літинський район Вінницька область. Учасник АТО. Чотири роки пробув на фронті, мав поранення в голову. Згідно з повідомленням пресслужби обласної поліції, загиблий у власному будинку привів у дію вибухову речовину та внаслідок вибуху загинув на місці (дата загибелі — не повідомляється). За даним фактом відкрите кримінальне провадження — «Умисне вбивство» з позначкою «самогубство». Поховання у Лукашівці.
 Романчич Василь, 57 років,  мешканець м. Івано-Франківськ. Учасник АТО. У 2015—2016 рр. захищав Україну в районі Мар’їнки та Курахового у складі 14 ОМБр. Помер 06.12.2020 в результаті тяжкої хвороби. Похований в с. Радча.
 Семичастний Борис,  мешканець м. Кременчук Полтавська область. Учасник АТО. Захищав Україну у складі 1-го батальйону територіальної оборони «Волинь» 14 ОМБр. Помер 08.12.2020 в результаті тяжкої хвороби. Похований на Свіштовському цвинтарі в м. Кременчуці.
 Шульга Анатолій Валентинович, 51 рік, мешканець м. Кременчук Полтавська область. Учасник АТО. Був призваний на військову службу до ЗС України за мобілізацією у 2014 році. Брав безпосередню участь в АТО, забезпеченні її проведення і захисті незалежності, суверенітету та територіальної цілісності України на території Донецької та Луганської областей. Мав статус УБД. Залишилася дружина. Похований 16.12.2020 на Свіштовському цвинтарі в м. Кременчуці.
 Валенюк Ігор, мешканець м. Дніпро. Учасник АТО. Військову службу проходив у складі 39 ОБМП «Дніпро-2». Похований 29.12.2020 на Сурсько-Литовському кладовищі м. Дніпра (причина смерті — не повідомляється).
 Прокопчук Володимир, 38 років, мешканець с. Грабківці Зборівський район Тернопільська область. Учасник АТО. Старший сержант запасу. Згідно з повідомленням Зборівської районної державної адміністрації, учасник АТО помер 29.12.2020 в результаті зупинки серця.